# Rivière Sabourin
Pour les articles homonymes, voir Sabourin.
La rivière Sabourin est un affluent de la rive est de la rivière Bourlamaque, coulant dans la ville de Val d'Or, dans la municipalité régionale de comté (MRC) de La Vallée-de-l'Or, dans la région administrative du Abitibi-Témiscamingue, au Québec, au Canada. Le cours de la rivière Sabourin traverse les cantons de Sabourin et Bourlamaque.

## Géographie
Les bassins versants voisins de la rivière Sabourin sont :
- côté nord : lac Senneville, rivière Senneville, rivière Bourlamaque, rivière Colombière, rivière Laverdière ;
- côté est : rivière Marrias, rivière Louvicourt ;
- côté sud : lac Sabourin, rivière des Outaouais, rivière Kânitawigamitek ;
- côté ouest : lac Blouin, lac Bourlamaque, baie Carrière de la rivière des Outaouais, rivière Bourlamaque.

Situé dans Val-d'Or, le lac Sabourin (longueur : 7,6 km ; largeur : 5,0 km ; altitude : 333 m) constitue le lac de tête de la rivière Sabourin. Ce lac est entouré de plusieurs zones de marais.
L'embouchure du lac Sabourin est situé au sud-est de la confluence de la rivière Sabourin avec la rivière Bourlamaque au sud-est du centre-ville de Val-d'Or.
À partir de l'embouchure du lac Sabourin, la rivière Sabourin coule sur environ 23 km, selon les segments suivants :
- vers le nord en recueillant quelques ruisseaux et en serpentant jusqu'à un ruisseau venant de l'est ;
- vers l'ouest en serpentant, en formant un crochet vers le sud et en traversant une zone de marais en fin de segment, jusqu'à son embouchure[2].

La rivière Sabourin se déverse dans une zone de marais sur la rive droite de la rivière Bourlamaque au sud-est du lac Blouin qui constitue le lac de tête de la rivière Harricana, à l'est de Val d'Or et au sud-est de Colombière.

## Toponymie
Cet hydronyme évoque l'œuvre de vie de François Sabourin, dit Brisefer. Il a été caporal de la compagnie Saint-Vincent du régiment de Berry, dans l'armée de Montcalm. La Commission de géographie, l'actuelle Commission de toponymie, a adopté cette dénomination le 13 mars 1924.
Le toponyme « rivière Sabourin » a été officialisé le 5 décembre 1968 à la Commission de toponymie du Québec, soit lors de sa fondation.